# أولف لومان
أولف لومان (بالألمانية: Ulf Lohmann)‏ هو موسيقي ألماني، ولد في القرن العشرين.

## وصلات خارجية
- أولف لومان على موقع ميوزك برينز (الإنجليزية)
- أولف لومان على موقع أول ميوزيك (الإنجليزية)
- أولف لومان على موقع ديسكوغز (الإنجليزية)